# Михалевский, Василий Герасимович
 Василий Герасимович Михалевский  (1835—1898) — генерал-контролёр Департамента железнодорожной отчётности Государственного контроля. Тайный советник.

## Биография
Родился 8 (20) мая 1835 года. Окончив курс в Санкт-Петербургском университете, вступил в службу 17 августа 1857 года преподавателем законоведения в кадетский графа Аракчеева корпус. В 1862 году перешёл на службу по министерству юстиции и, переехав в Петербург некоторое время принимал участия в собраниях кружков «Земли и воли».
В 1864 году был причислен к Государственному контролю и назначен управляющим Астраханской контрольной палатой. Был произведён 18 марта 1877 года в действительные статские советники и в 1878 году назначен управляющим Пензенской контрольной палатой. В 1883 году назначен главным контролёром Екатеринбургской, а затем Самаро-Уфимской железной дороги.
В 1893 году — член государственного контроля в совете главного управления главного общества российских железных дорог, в 1894 году — главный контроллер Николаевской железной дороги; с 17 апреля 1894 года состоял в чине тайного советника. В 1895 году был назначен директором канцелярии государственного контроля; с 1896 года — генерал-контролёр Департамента железнодорожной отчётности Государственного контроля.
Скончался 18 (30) ноября 1898 года. Похоронен на Никольском кладбище Александро-Невской лавры.